# Halopegia azurea
Halopegia azurea är en strimbladsväxtart som först beskrevs av Karl Moritz Schumann, och fick sitt nu gällande namn av Karl Moritz Schumann. Halopegia azurea ingår i släktet Halopegia och familjen strimbladsväxter. Inga underarter finns listade.